# ㅆ
ㅆ(표준어: 쌍시옷, 문화어: 된시읏)은 한글 낱자의 ㅅ을 어울러 쓴 것이다.
훈민정음 초성 체계로는 잇소리이다. 또 훈민정음에서는 ㅅ계 합용 병서이고, 훈민정음 초성 체계에서는 각자 병서이다.
현대 한국어에서는 된소리이다. ㅅ의 된소리를 표기하기로 정식으로 정한 때는 1933년에 제정한 한글 맞춤법 통일안이다. ‘쌍시옷’이라고 하는 이름도 이때 붙였다. 씨옷이라고도 한다.
국제음성기호로는 [ s˭ ] 또는 [ s͈ ]로 표기한다.

## 코드 값
| 종류                  | 종류           | 글자 | 유니코드 | HTML     |
| --------------------- | -------------- | ---- | -------- | -------- |
| 한글 호환 자모        | 한글 호환 자모 | ㅆ   | U+3146   | &#12614; |
| 한글 자모 영역        | 첫소리         | ᄊᅠ   | U+110A   | &#4362;  |
| 한글 자모 영역        | 끝소리         | ᅟᅠᆻ   | U+11BB   | &#4539;  |
| 한양 사용자 정의 영역 | 첫소리         |   | U+F7CA   | &#63434; |
| 한양 사용자 정의 영역 | 끝소리         |   | U+F8CD   | &#63693; |
| 반각                  | 반각           | ﾶ    | U+FFB6   | &#65462; |

## 정보
| 자명 | 쌍시옷（남） 된시읏（북） |
| 발음 | 어두 : [ ˀs ], 어중 : [ ˀs ], 어말 : [ t ̚ ], 어두 구개음화 : [ ˀɕ ], 어중 구개음화 : [ ˀɕ ]（남） 어두 : [ ˀs ], 어중 : [ ˀs ], 어말 : [ t ̚ ], 어두 구개음화 : [ ˀɕ ], 어중 구개음화 : [ ˀɕ ]（북） |
| 이음 | 후행 자음이 평음일 경우 평음이 경음으로 된다. |